# Стефан Ярач
Стефан Ярач (пол. Stefan Jaracz; 24 грудня 1883 Жуковиці Старі (біля м. Тарнів) — 11 серпня 1945, Отвоцьк) — польський театральний та кіноактор, письменник, публіцист; засновник і директор театру Атенеум у Варшаві.

## Життєпис
Закінчив початкову школу в Тарнові-Крижі а також гімназію в Яслі, після чого навчався на філософському факультеті Ягеллонського університету. Пізніше виступав в театрах у Кракові, Познані, Лодзі, наприкінці у Варшаві. Спеціалізувався у творенні постатей «з народу». До пам'ятних його ролей належать між іншим Франьо в «Щасті Франя» Пежинського і «Джордж Дандін» Мольєра, Калібан в «Бурї» Шекспіра. Від ранньої юності дружив з Юліушем Остервою. Працювали спільно в краковському та познансьму театрах. Ділили також житло. Директор Остерви запросив його до комплексу Редути, а пізніше також Національного театру. Портрет С. Ярача, виконаний відомим митцем Ольгою Невською вважається одним з найкращих того часу.
Співпраця з Ярачем неодноразово виявлалася клопітливим з огляду на алкогольну хворобу, про яку із сумом зізнався в останніх журналах із 1940-х років. Під час німецької окупації зв'язався з політично-військовою католицькою підземною організацією Євросоюз. Після виконання в березні 1941 року вироку суду Підземної Польщі на Іго Симіє заарештований гестапо і 4 квітня 1941 року вивезений до німецького концтабору Аушвіц—Біркенау. Став звільнений по численних інтервенціях 15 травня 1941 року.
Помер від туберкульозу горла, який відкрився по його перебуванню в таборі. Похороний на алеї Заслужених на Повонзковському цвинтарі.

## Вибрана фільмографія
- 1924 — Смерть за життя. Симфонія людства
- 1928 — Переддень весни
- 1929 — Понад снігами
- 1932 — Безіменні герої
- 1934 — Молодий ліс
- 1934 — Кохає, любить, поважає
- 1936 — Його велике кохання